# Ivoryton

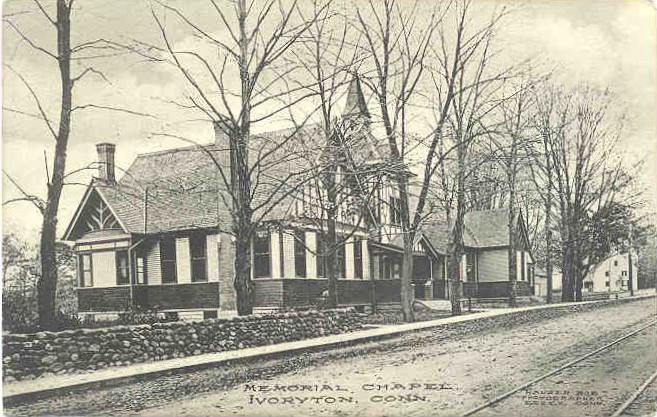
Kapellet i Ivoryton, vykort från 1912.

Ivoryton är en liten stad (village) i Middlesex County i delstaten Connecticut, USA. 
Staden är känd för produktionen av pianon under tidiga 1900-talet.